# Steklåt
Steklåt är en spelmanslåt som i äldre tider spelades då steken bars in vid bröllop.